# Kalyub
Qalyub o Kalyub (àrab: قليوب, Qalyūb) és una ciutat de la governació de Qalyubia, a Egipte, al nord de l'àrea metropolitana del Caire, on comença el delta del Nil, a 4 km de la riba dreta del riu a la Turat al-Sardusiyya, una canalització que potser fou una resta d'un antic canal (Bahr al-Sardus) considerat tradicionalment d'època faraònica.

## Població
L'any 1986 tenia 84.413 habitants i el 2006 de 106.804 habitants. La ciutat fa de centre comercial de la regió, que és principalment agrícola. La impremta del diari Al-Ahram hi té la seu. Es diu que la ciutat es va construir amb materials de l'antiga Heliòpolis, a pocs quilòmetres de distància.

## Llocs d'interès
Hi ha sis mesquites antigues, entre les quals destaca la gran mesquita o Jami al-Zaynabi amb un imponent manara, que ja existia el 1182, però fou restaurada el 1735/1736 pel xeic local Ahmad al-Shawaribi. Destaca també la tomba del santó Sidi Awad.

## Història
El nom derivaria del grec Καλλιόπη. L'esmenta Joan de Nikius. El 641 Amr ibn al-As va fer un pont en aquesta ciutat per poder passar a altres zones d'Egipte. El 1154-1155 el califa al-Zahir Abu Mansur Ismail (1149–1154) la va donar en feu a Nasr ibn Abbas, que era el seu favorit. Bàybars I (1260-1277) va nomenar el xeic al-Shawaribi encarregat de vigilar el pont construït sobre el Bahr Abu l-Manadjdja i li va donea extensos territoris en feu i la família va portar hereditàriament el títol de Shaykh al-Arab. El 1375 la província d'al-Kalyubiyah tenia entre 59 i 61 pobles i uns ingressos de 419.000 dinars Vers 1406 Ibn Dukmak diu que estava en gran part ruïnes i al Zahiri diu el mateix el 1434/1435. En la guerra entre Selim I i Tuman Bay, va ser atacada per grups àrabs (10 de març de 1517).
Sembla que posteriorment es va refer sota els otomans. Mustafa Pasha va donar al Shaykh al-Arab de Kalyub el control de tota la província. El febrer de 1798 Sulayman al-Shawaribi fou executat pels francesos quan es va intentar revoltar. Sota els francesos la província tenia uns ingressos de 3.390.000 dinars pel miri, 1.710.000 pel kushufiyya i 15.119.000 per la fais. El 1804 i 1805 soldats sense control van exaccionar a la població. Al segle xix fou famosa pels seus jardins i plantacions d'arbres amb nombrosos desmais. El 1824-1825 Muhammad Ali hi va fundar una filatura de cotó i més tard una caserna. La família al-Shawaribi va contribuir al seu desenvolupament amb la construcció d'un hotel de l'època i una mesquita. Fou capital de la mudiriyya (província establerta regularment) d'al-Qalyubiyah en el segle xix, però sota el kediv Ismail Pasha es va decidir el trasllat de la seu a Behna (1871) i la ciutat va esdevenir capital d'un cercle o markaz. Ja no va recuperar la capitalitat que va restar a Behna (Bahna). La maduriyya d'al-Qalyubiyah tenia 980.000 persones el 1960. L'agost del 2006 hi va haver un greu accident ferroviari.